# Киндруин Синий
Киндруин Синий (валл. Cyndrwyn Glas; ок. 485 — ок. 550-х) — король Догвейлинга в VI веке.

## Биография
Киндруин — сын Элнау, правителя Догвейлинга. Эпитет «Синий» Киндруин получил, возможно, из-за цвета боевой раскраски, которую наносил на лицо. 
Примерно в 540-х годах он захватил у Думнонии её северо-восточные земли, где основал государство Гластенинг. Туда он отправил править своего старшего сына Морвайла. Сын Киндруина, Морвайл, был правителем города Каэр-Луиткойт в восточной части Пенгверна. Есть не состыковка вообще связывать Гластеннинг с Гластонбери (то есть на границе с Думнонией). Альтернативное предположение состоит в том, что текст, который связывает Гластеннинг с Луиткойтом, повреждён, маскируя его истинную природу. Каэр-Луиткойт - это место, которое, безусловно, было связано с королями Догвейлинга, поэтому эту версию нельзя сбрасывать со счетов.
Киндруин Синий умер в середине VI века и ему наследовал Эйнид, которого иногда отождествляют Эйлудом Поуисским.